# Szpiglasowe Stawki
Die vier Szpiglasowe Stawki (Szpiglasowe Teiche) in Polen sind kleine Gletscherseen im Dolina Pięciu Stawów Polskich (Tal der Fünf Polnischen Seen) in der Hohen Tatra. Sie befinden sich in der Gemeinde Bukowina Tatrzańska und sind nicht zugänglich, jedoch gut vom Wanderweg vom Tal auf den Bergpass Szpiglasowa Przełęcz sichtbar. Sie liegen auf einer Anhöhe im Hang des Bergs Miedziane oberhalb des Ostufers des Sees Wielki Staw Polski. Sie speisen einen der Zuflüsse des Sees und stellen damit eine der Quellen des Gebirgsbachs Roztoka dar. In der Nähe befindet sich die Schronisko PTTK w Dolinie Pięciu Stawów Polskich (PTTK-Berghütte im Tal der Fünf Polnischen Seen). 

## Belege
- Zofia Radwańska-Paryska, Witold Henryk Paryski, Wielka encyklopedia tatrzańska, Poronin, Wyd. Górskie, 2004, ISBN 83-7104-009-1.
- Tatry Wysokie słowackie i polskie. Mapa turystyczna 1:25000, Warszawa, 2005/06, Polkart ISBN 83-87873-26-8.